# Taís Araújo

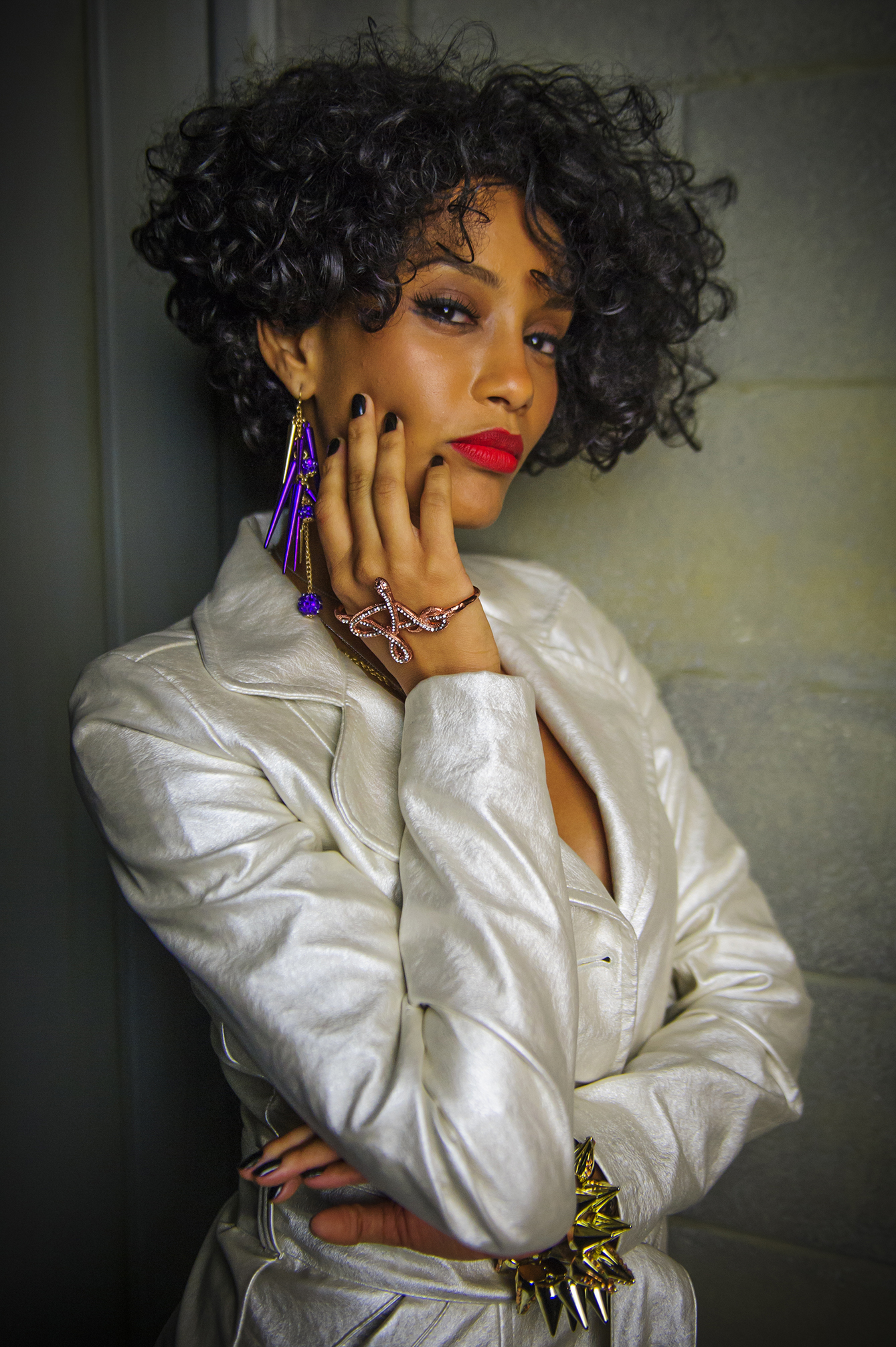
Taís Araújo

Taís Araújo, sinh ngày 25 ở Rio de Janeiro là một nữ diễn viên người brazil.

## Tiểu sử
Taís Araújo đã tham gia biểu diễn trong một số chương trình truyền hình như The Beauty of the Devil hay In the Heart of Sin (vở kịch được phát sóng trên kênh RFO từ tháng 9 năm 2007). Năm 1999, cô đóng vai chính trong phim truyền hình nổi tiếng Colombia Betty la fea (Betty la moche) và một vở opera có phiên bản tiếng Đức được gọi là Lisa's Fate. Trong năm 2008-2009, cô tham gia chương trình truyền hình A Favorita. Kể từ cuối năm 2009, cô đã đóng vai Elena trong vở Saved by Love (Viver a Vida), được viết bởi Manoel Carlos.

## Sự nghiệp

### Phim ảnh
- 1998: Drama urbano của Odorico Mendes: Chico
- 1998: Caminho dos sonhos của Lucas Amberg: Ana Cavalcante
- 2003: Garrincha - Estrela solitaria của Milton Alencar: Elza Soares
- 2004: Filhas do vento của Joel Zito Araujo: Le peintre
- 2006: Le Plus grand amour du monde (O Maior amor do mundo) de Carlos Diegues: Luciana
- 2007: Nzinga của Octavio Bezerra: Ana/Nzinga
- 2008: A Guerra dos Rocha của Jorge Fernando: Carol
- 2016: O Roubo da Taça: Dolores
- 2018: Romancing Brazil của Lucas Amberg: Ana Cavalcante
- 2018: Pixinguinha, um homem carinhoso của Lucas Amberg và Denise Saraceni: Beti

### Truyền hình
- 1995: Tocaia Grande: Bernarda
- 1996: Xica da Silva: Xica de Silva
- 1997: La Beauté du diable (Anjo Mau): Vivian dos Santos
- 1998: Meu Bem Querer: Edivânia
- 1999: Você decide:
- 1999: Yo soy Betty, la fea: Elle-même
- 2000: Uga Uga: Emilinha
- 2001: Porto dos Milagres: Selminha
- 2002: O Quinto dos Infernos: Dandara
- 2002: A Grande Família: Vai pra casa, beiçola: Maria da Graça
- 2002: Brava gente: Um Capricho: Beatriz
- 2002: La Vida es una loteria: El secreto de Monica: Monica
- 2004: Au cœur du péché (Da cor do pecado): Preta
- 2005: América: Preta
- 2006: Cobras & Lagartos: Ellen
- 2007: Casos e Acasos: Pilote: Gabriela
- 2008-2009: A Favorita: Alicia Rosa
- 2009-2010: Sauvée par l'amour (Viver a vida) de Manoel Carlos: Helena Toledo
- 2012: Cheias de Charme: Maria da Penha Fragoso Barbosa
- 2012: Roberto Carlos Especial: Reflexões: Penha